# بورنم
شهر بورنم (به فرانسوی: Bornem) در شهرستان مشلان در استان آنتوئر در منطقه فلاندری در کشور بلژیک واقع شده‌است.